# 서울창업허브
서울창업허브(Seoul Venture hub)는 서울시 마포구 백범로 31길 21에 위치한 창업자들을 위한 인프라가 제공되는 서울시와 서울산업진흥원이 설립한 창업지원센터로 2017년 6월 21일 설립되었다.
- 서울창업허브 성수 : 서울시 성동구 성수이로22길 37에 위치, 2020년 7월 6일 개관하였다.[2]
- 서울창업허브 창동 : 서울시 도봉구 마들로13길 84에 위치. 2021년 개관 예정이다.

## 갤러리

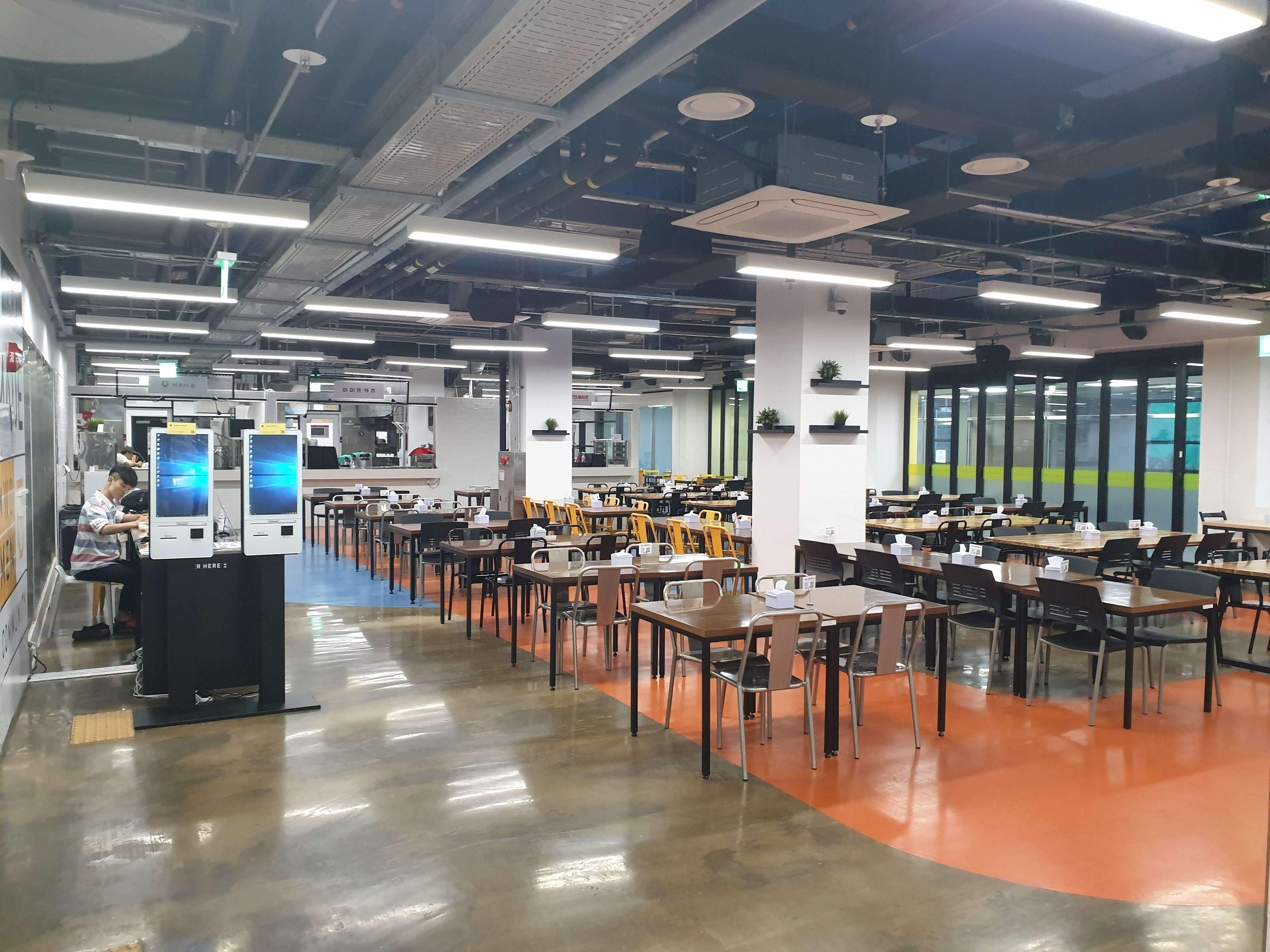
식당
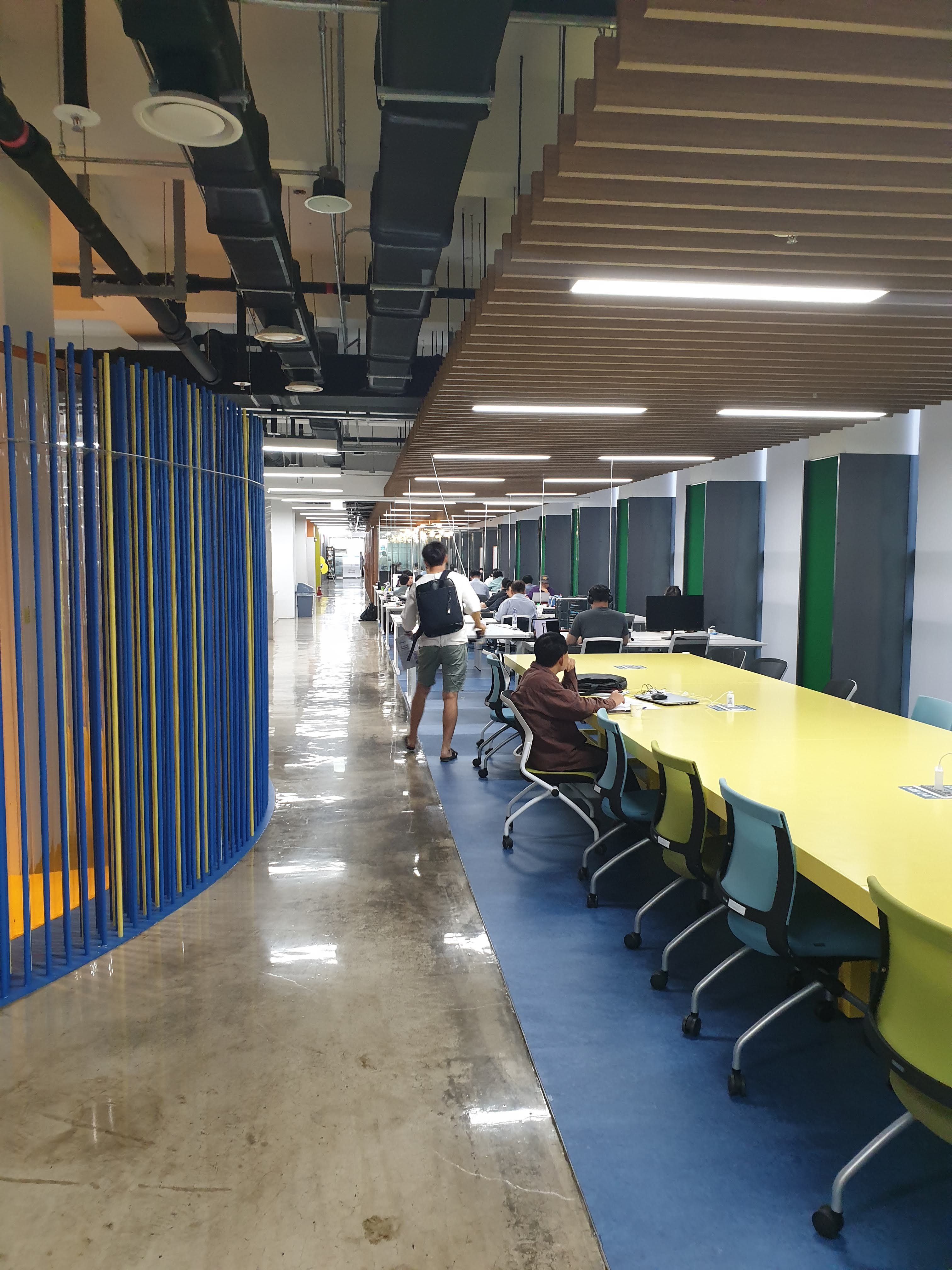
워킹스페이스 1
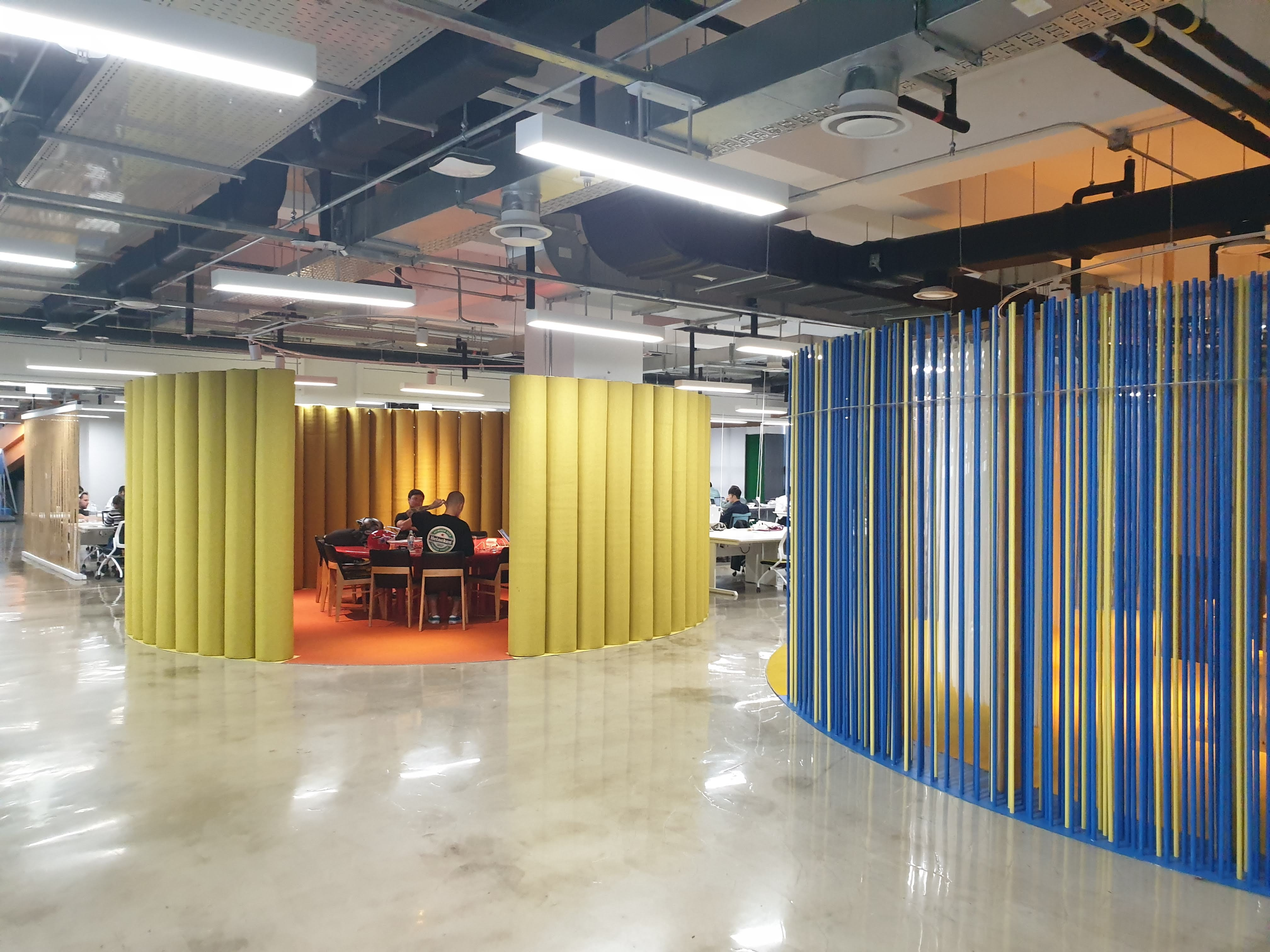
워킹스페이스 2
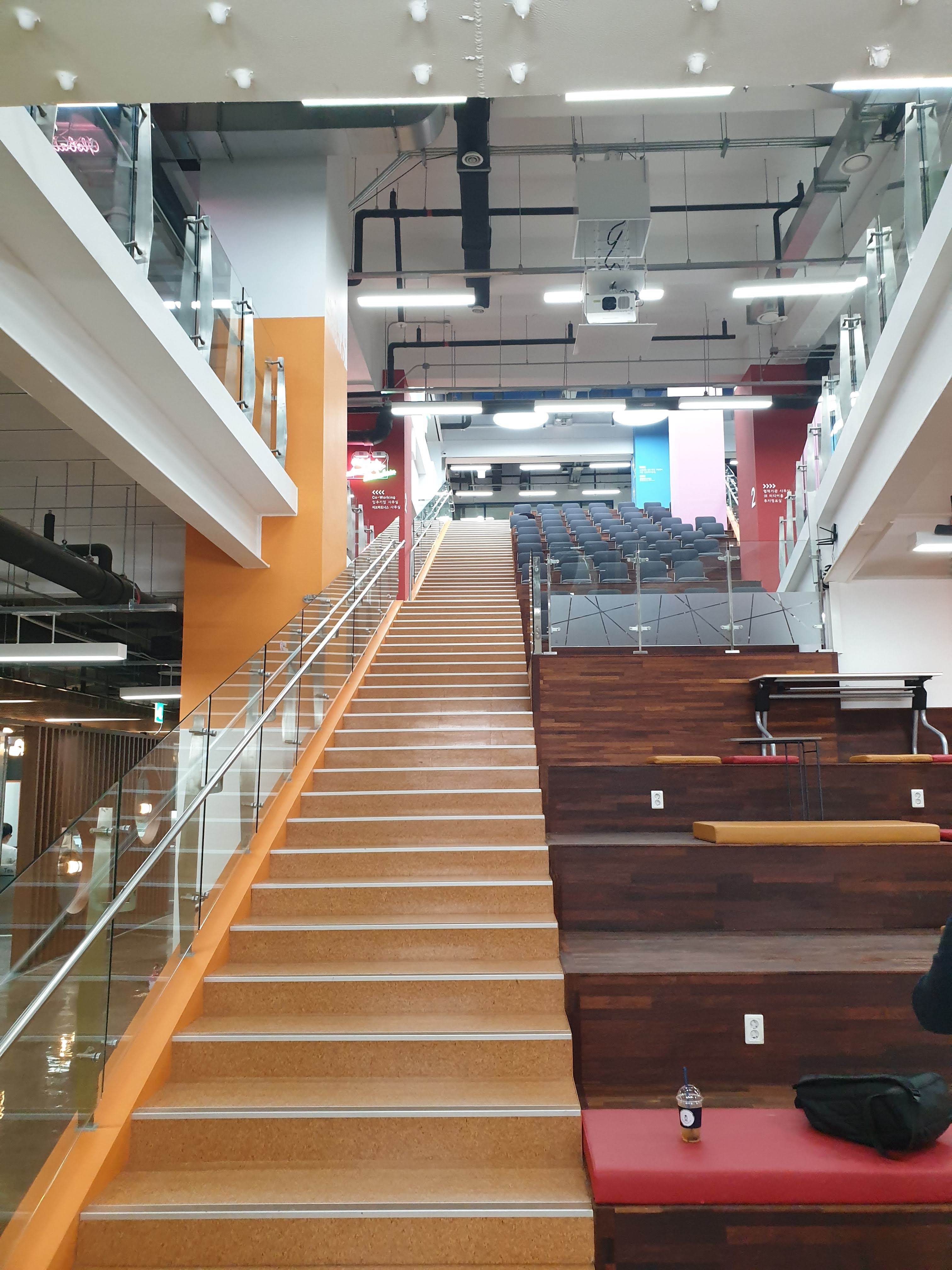
워킹스페이스 3
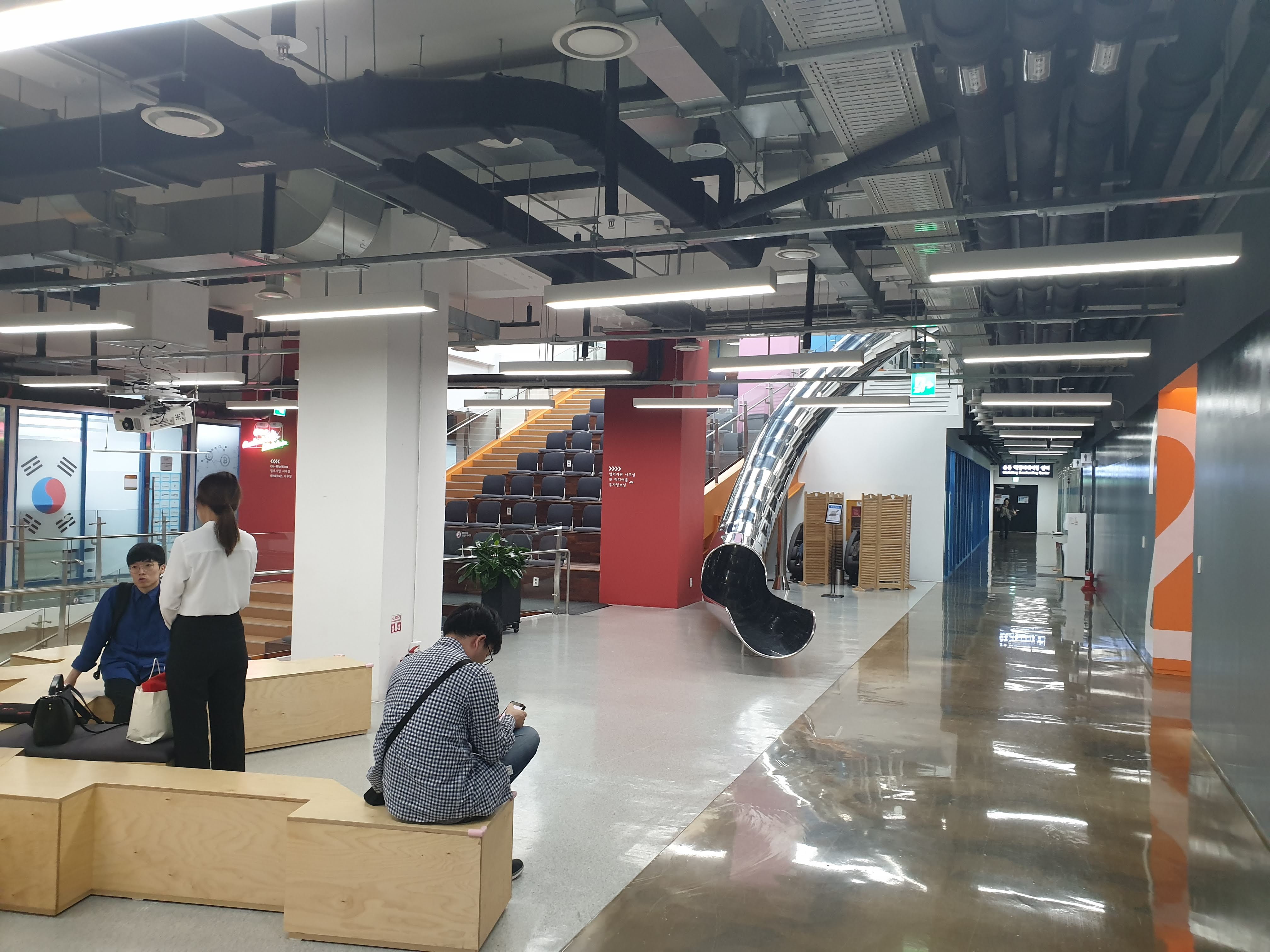
워킹스페이스 4
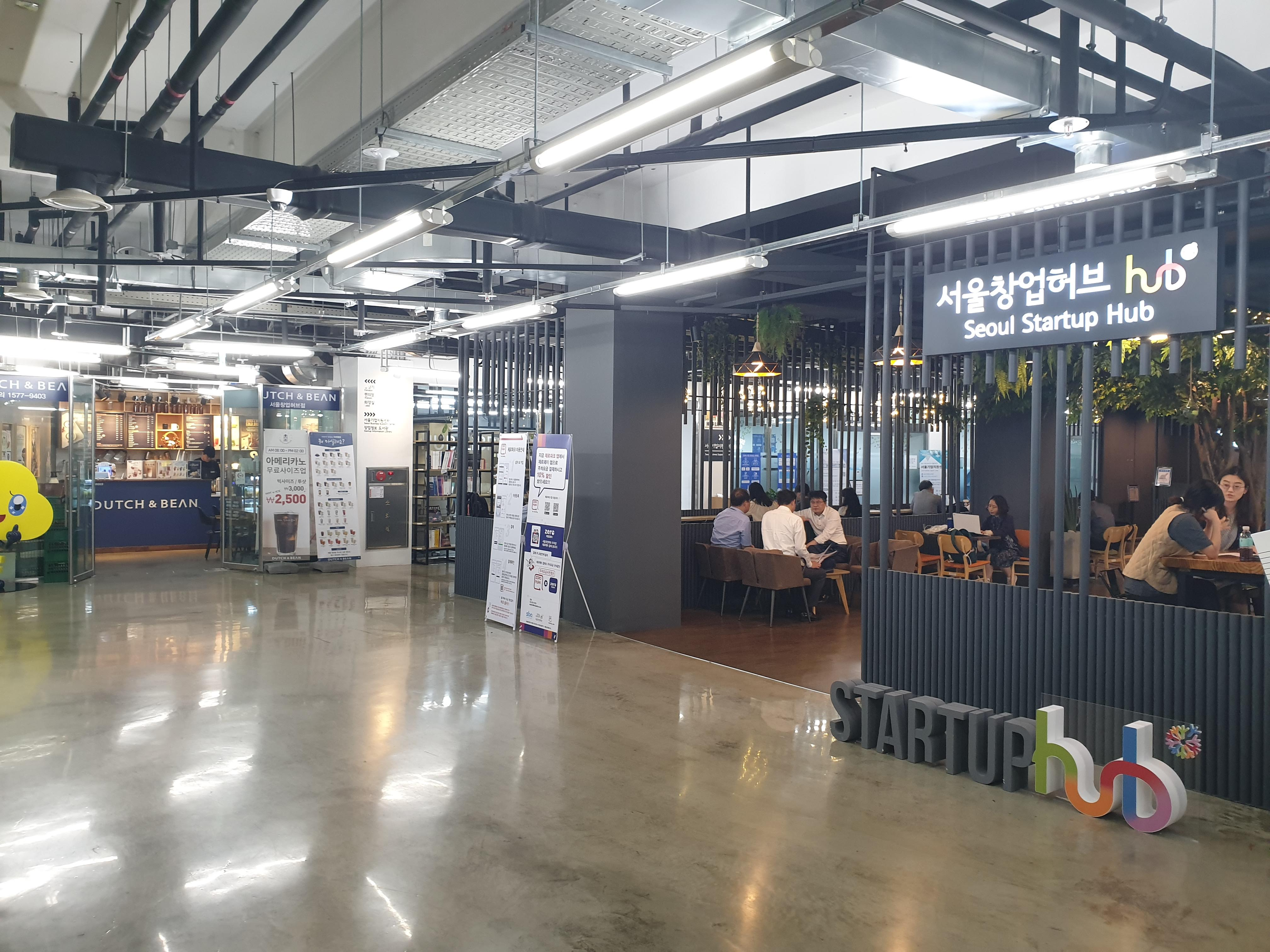
로비
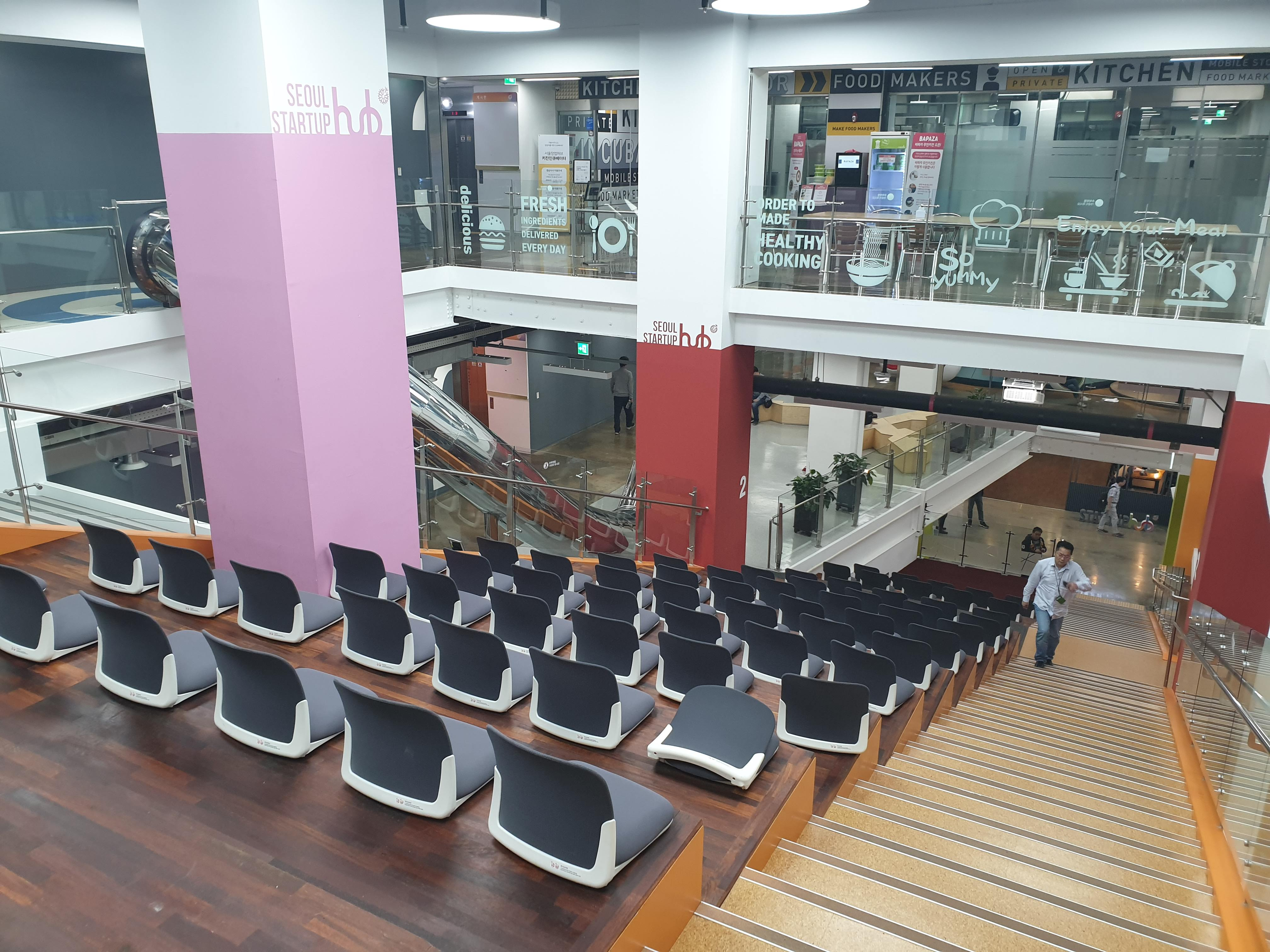
로비
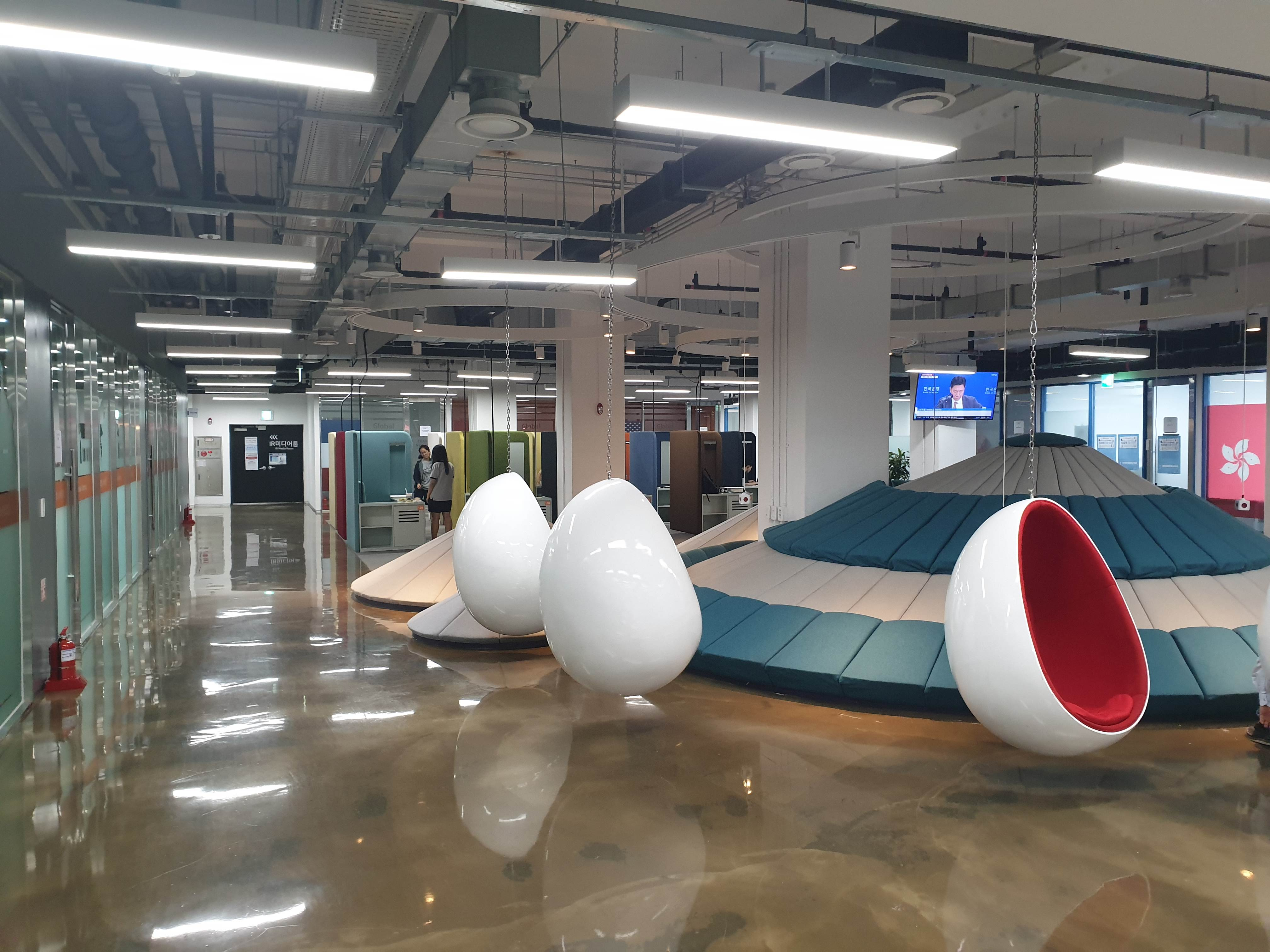
로비
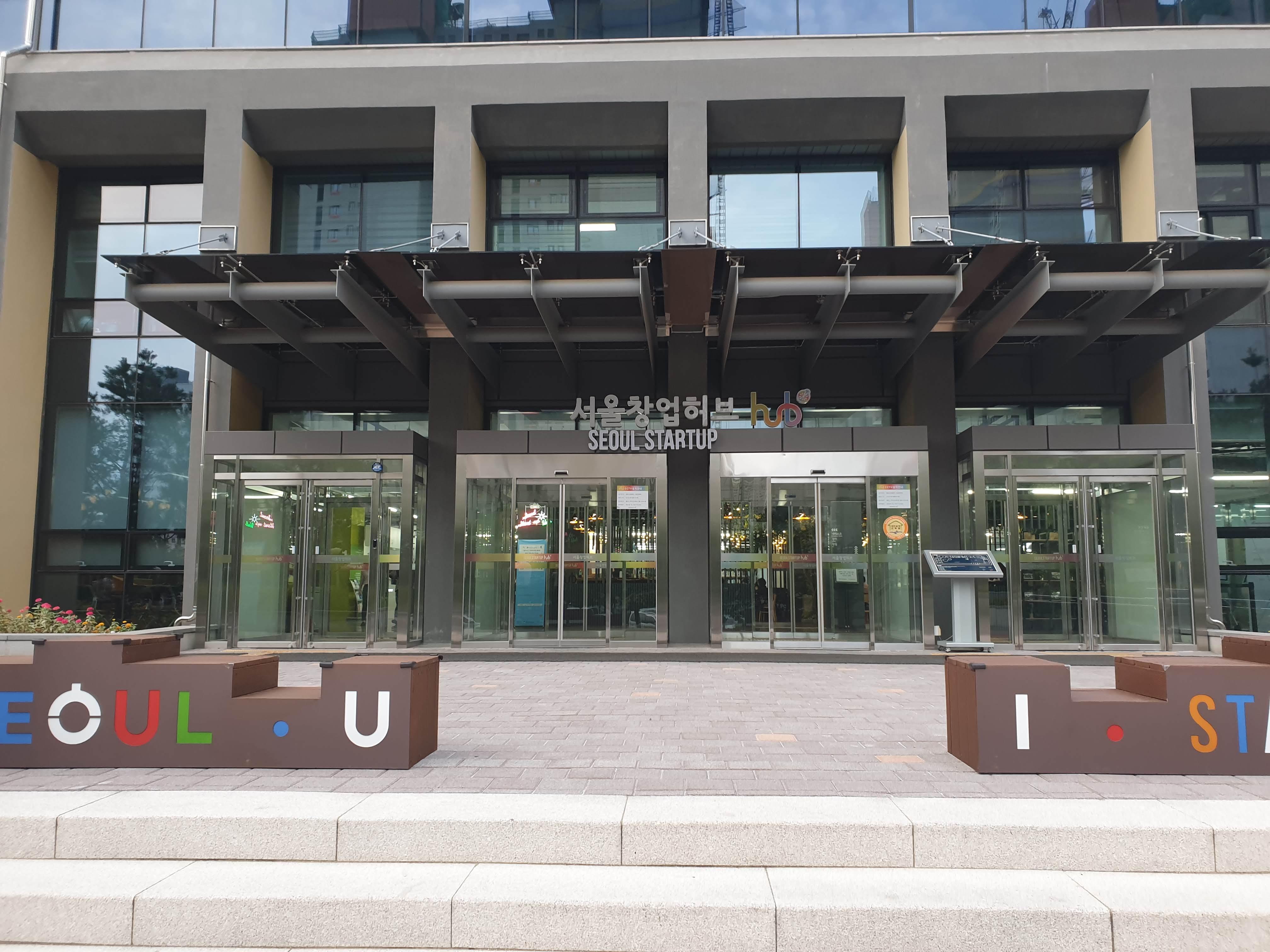
입구